# Chrysodesmia flavipicta
Chrysodesmia flavipicta är en fjärilsart som beskrevs av Roeber 1925. Chrysodesmia flavipicta ingår i släktet Chrysodesmia och familjen påfågelsspinnare. Inga underarter finns listade i Catalogue of Life.